# Delfzijl (stacja kolejowa)
Delfzijl (ned: Station Delfzijl) – stacja kolejowa w Delfzijl, w prowincji Groningen, w Holandii. Stacja znajduje się na Groningen – Delfzijl. Została otwarta 15 czerwca 1884.
Konstrukcja dworca jest również znana jako standardowy typ Sneek. Był on używany w latach 80. XIX wieku na pięciu holenderskich stacjach kolejowych. Wśród nich są trzy obecne: w Delfzijl, Sneek i Tiel. Podobne budynki w Appingedam (na tej samej linii kolejowej) i Gorinchem są rozebrane.
Wcześniej istniała tutaj linia kolejowa z Zuidbroek (1910-1934) i Woldjerspoor (przez Duurswold do Groningen) (1929-41).

## Linie kolejowe
- Groningen – Delfzijl
- Zuidbroek – Delfzijl
- Groningen – Weiwerd